# Fulvio Alessandro della Corgna
Fulvio Alessandro della Corgna o Fulvio II, o Fulvio II Alessandro (Castiglione del Lago, 18 aprile 1589 – Castiglione del Lago, 12 dicembre 1647) è stato marchese di Castiglione del Lago dal 1606 al 1617, poi duca e ultimo sovrano dal 1617 al 1647. Il primo Fulvio era il cardinale della Corgna, fratello di Ascanio I e della sua bisavola Laura.

## Biografia
(Cosimo II di Toscana a Fulvio)
Primogenito, di quattro figli (Federico, Fabio, Giuseppe), del marchese Ascanio II e di Francesca Sforza di Santa Fiora (1573-1621), succedette diciassettenne il 12 agosto 1606 al padre, scomparso precocemente all'età di 35 anni. Rimase sotto tutela della madre (della quale subì spesso l'influenza), assennatamente consigliata dal segretario di corte Scipione Tolomei. Fulvio fu l'unico reggente della Corgna che nacque, ricevette il battesimo, morirà e sarà sepolto a Castiglione del Lago.
La marchesa Francesca era la terzogenita di Federico Sforza, conte di Santa Fiora (discendente da Bosio II e da Costanza Farnese, figlia di Paolo III), e di Beatrice Orsini. Rimasta vedova di Ascanio II, convolò a seconde nozze con Alessandro Pallavicino, marchese di Busseto (1570-1645), da cui ebbe due gemelli, fratellastri dunque di Fulvio Alessandro: il cardinale Sforza Pallavicino (1607-1667) e Alfonso (1607-1679), marchese di Zibello.
Il futuro duca castiglionese poteva vantare, pertanto, tre pontefici nel proprio albero genealogico: Martino V, avo della nonna Porzia Colonna, Paolo III Farnese e Giulio III, zio di Ascanio I che, nel 1550, aveva concesso Castiglione alla madre di questi e sua sorella, Giacoma.

### Il primo matrimonio (1610)
Il giovane marchese non sembrava interessato all'amministrazione dello Staterello e lasciava tale compito al solerte Scipione Tolomei (1533-1630) che lavorava nella sala di Annibale del palazzo, e non si occupava neppure, come il nonno Diomede e il prozio Ascanio I, delle faccende militari.
Fulvio trascorreva, infatti, il proprio tempo a organizzare feste e giostre che venivano pagate dai redditi percepiti dalle sue proprietà e dalla forte imposizione fiscale gravante sui sudditi: non esitò a compiere un omicidio ordinando l'eliminazione di Tiberio Pallini che, in qualità di rappresentante del malcontento dei contadini, si apprestava a denunciare il sopruso al Papa.

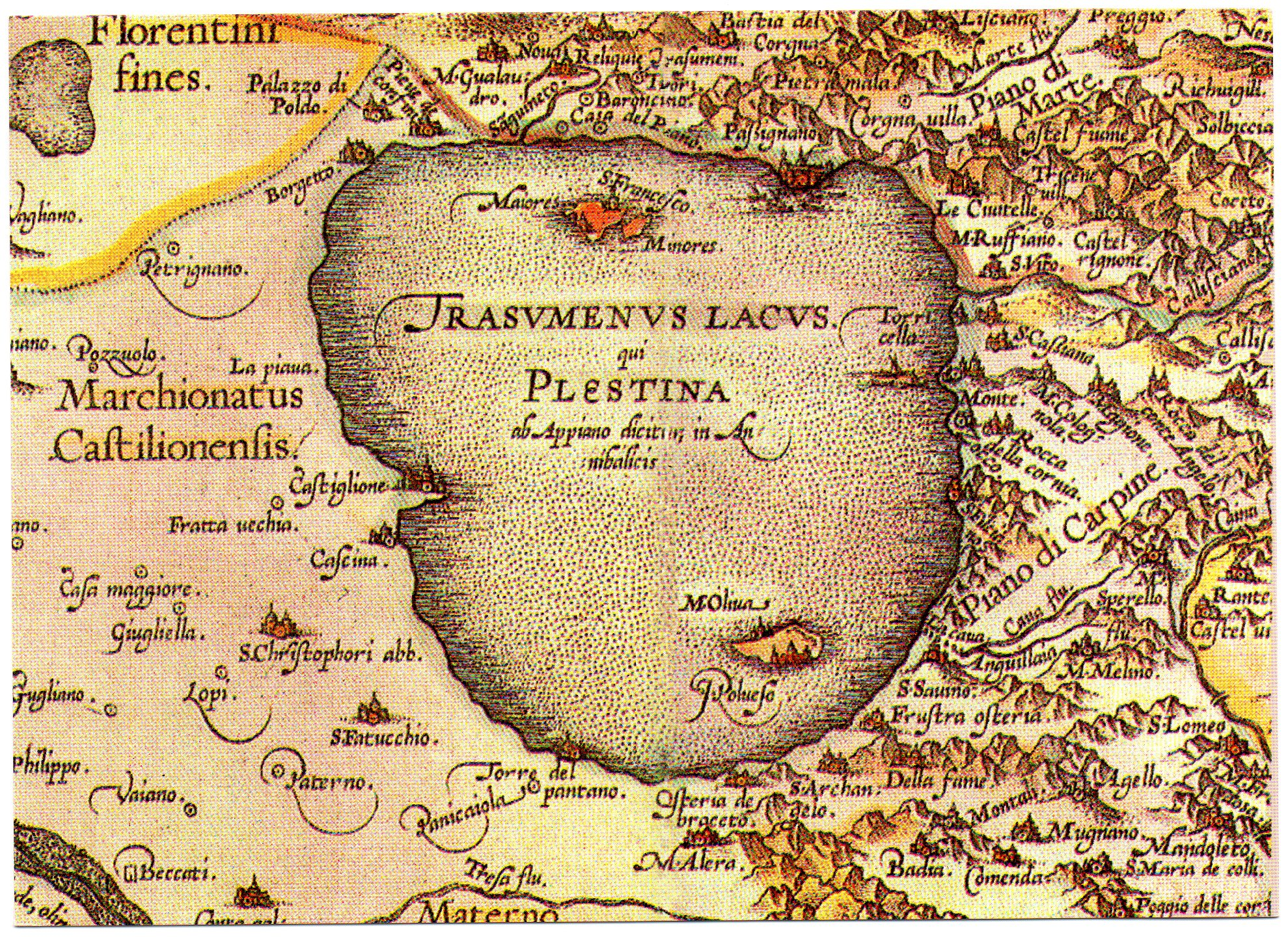
Carta del marchesato di Castiglione del Lago

Dopo il secondo matrimonio della madre (trasferitasi a Busseto), Fulvio ritenne opportuno impalmare una moglie degna della sua famiglia e, nel 1610, la trovò in Eleonora de Alarcón y Mendoza (1584-1644), parente del poeta e diplomatico spagnolo Diego Hurtado de Mendoza, figlia di Isabella de Mendoza e di Ferdinando Pietro, marchese di Rende, e istruita alla corte del viceré di Napoli Juan Alonso Pimentel de Herrera. L'arrivo a Perugia degli sposi fu salutato da una memorabile giostra in loro onore, organizzata dai sudditi del marchesato. I marchesi allestirono nel palazzo una corte barocca, "spagnolesca", pervasa da una vanagloriosa magnificenza e assai frequentata dalla nobiltà perugina.
La coppia ebbe una sola figlia sopravvissuta, Francesca, ultima dei della Corgna: questo fatto fu determinante per il futuro di Castiglione, dato che il motu proprio di Pio IV (1563) prevedeva che le donne e i maschi non laici non potessero succedere e il feudo sarebbe stato riassorbito dallo Stato Pontificio.
La marchesina, comunque, sposò, il 22 luglio 1634, il cavaliere cortonese Onofrio Vagnucci, dando vita all'attuale omonima famiglia, unica discendente dai corgneschi. Nella cappella di Villa Doria-Lamba (presso Cortona), già dimora dei due coniugi, si vede tuttora lo stemma in pietra inquartato Vagnucci-della Corgna, realizzato durante il ducato di Fulvio II.

### Duca di Castiglione del Lago (1617)
Nel 1617 il papa Paolo V Borghese elevò Fulvio Alessandro al rango di duca di Castiglione del Lago e sarà il primo e l'ultimo. Fu il fratello minore monsignor Federico che, influente nella corte pontificia, intervenne in merito. La nomina, però, riguardava solo il titolo: la superficie del feudo, infatti restò invariata. Ma da allora i della Corgna vennero sempre generalmente designati con il blasone ducale, a partire da Ascanio I (che fu "solo" marchese) ed anche sulla tomba di famiglia in San Francesco al Prato in Perugia (Ducum De Cornea Sepulcrum), dove proprio l'unico vero duca, cioè Fulvio II, non era sepolto.

L'investitura ducale di Fulvio Alessandro generò commenti ironici - vista l'esiguità del territorio castiglionese -, come quello del granduca di Toscana Cosimo II (Gran Marchese piccol Duca) che, con poco tatto, così lo definì. In questa gustosa occorrenza, comunque, fu recapitata al novello duca (a Roma con la duchessa Eleonora), una missiva di congratulazioni - la penultima, invero, delle sue Lettere - dal consigliere Scipione Tolomei, prossimo a ritirarsi dalla vita pubblica per dedicarsi alla stesura delle sue opere letterarie:

### L'assedio di Castiglione del Lago (1642)
Nel 1642 iniziò un conflitto tra Stato Pontificio e i Farnese di Parma per il possesso del ducato di Castro. L'esercito del duca parmense Odoardo I, dopo avere attraversato il territorio del granducato di Toscana, giunse sotto le mura della fortezza di Castiglione del Lago. Venne chiesta l'autorizzazione di passaggio: Fulvio Alessandro, però, era a Napoli dalla famiglia della duchessa Eleonora e il suo luogotenente non fu in grado di prendere decisioni difensive e fece aprire le porte ai soldati che gozzovigliarono nel borgo.
Furono effettuati, poi, dei tentativi per la pace, ma il 29 giugno 1643 si presentò davanti alla rocca castiglionese del Leone una munita truppa inviata dai Medici. La difesa del castello era guidata questa volta da Fulvio II che, per timore di perdere il feudo e i beni personali, si arrese e riparò, assai stranamente, proprio a Firenze, per poi ritornare, terminata e persa la guerra, nel suo palazzo.
Questo episodio macchiò la reputazione di Fulvio, al punto che su un muro del palazzo del duca, residenza perugina dei della Corgna, comparve un disegno con un uomo penzolante per un arto con la testa in basso e l'infamante seguente frase: "Fulvio Della corgna perugino scomunicato, ribelle, traditore per aver dato in mano dell'inimico Castiglione del Lago". Urbano VIII fece emettere una sentenza di condanna a morte in contumacia e lo scomunicò, ma l'imperturbabile Fulvio Alessandro riuscì a passare indenne anche attraverso questa controversa vicenda.
Dell'assedio di Castiglione del 1643 fu eseguito un affresco dall'artista Pier Dandini (inizio 1700) nella Sala delle Battaglie della villa di Lappeggi, appartenuta ai Medici.

### Le due chiese fatte erigere da Fulvio II
Il duca non brillava di mecenatismo come i suoi antenati e, per affrontare le ingenti spese che costavano i suoi svaghi o passatempi, vendette la tenuta del Pischiello, sul Trasimeno e, agli Oddi, la Villa del Colle del Cardinale, luogo di delizie del padre, del nonno e, soprattutto, del prozio Fulvio I che la fece realizzare per i suoi soggiorni estivi. Fece, almeno, terminare gli affreschi della sala del trono nel palazzo ducale al fratello minore don Fabio e, probabilmente, al francese Gaspare Dughet, detto il Poussin, nella sala del segretario di corte.

Per motivi di devozione, invece, fece costruire in Castiglione la chiesa di San Domenico e, nella vicina Casamaggiore, il santuario della Madonna delle Grazie. Questo fu voluto, nel 1631, da Fulvio come ringraziamento nei confronti della Madonna per la guarigione da una malattia che lo affliggeva. L'edificio fu compiuto in stile barocco e ad un anonimo pittore fu commissionata la realizzazione di interessanti dipinti, tra cui la Deposizione e la Resurrezione, sistemati ai lati dell'altare maggiore: il personaggio in basso a destra di quest'ultima opera è stato sempre indicato dalla tradizione locale come un ritratto del duca, com'era consuetudine che il committente apparisse nella scena; la Vergine, ai piedi della Croce, nel primo quadro, invece, avrebbe il volto della duchessa Eleonora de Mendoza.
La costruzione della chiesa di San Domenico (1636), in via del Forte, rappresentò un ex voto del duca in seguito alla guarigione della moglie Eleonora da una grave forma di gangrena al braccio, per supposta intercessione del santo di Guzmam. L'interno barocco fu riccamente decorato e arredato con elementi lignei e buoni dipinti. A destra dell'altare maggiore ancora oggi la chiesetta comunica con la cappella del Salvatore (dal nome della statua, dono del committente), dove si allineano le tombe di Fulvio Alessandro e del poeta Cesare Caporali, la cui salma il della Corgna fece trasferire qui dall'oratorio degli agostiniani.

### Il secondo matrimonio (1645) e morte del duca
Nel 1644 morì a Firenze, a 60 anni, Eleonora de Mendoza che sovente soggiornava a Cortona dalla figlia Francesca: probabilmente fu tumulata nella cappella Vagnucci, la famiglia del genero Onofrio, del duomo cortonese.
Il cinquantaseienne Fulvio Alessandro, il 24 settembre 1645, al fine di avere un erede maschio, si risposò con la ventiduenne di origine inglese Teresa Dudley di Northumberland (22 giugno 1623-21 agosto 1698), terzogenita di Elizabeth Southwell (m. 1631) e di Robert (1573-1649), figlio naturale del conte di Leicester, favorito di Elisabetta I d'Inghilterra, ed Douglas Howard. 
Fulvio Alessandro, il 12 dicembre 1647, scomparve improvvisamente, all'età di 58 anni, per una polmonite. La duchessa lo fece frettolosamente tumulare nella cappella del Salvatore, addirittura nello stesso sarcofago di Cesare Caporali (dove furono rinvenuti nell'Ottocento): rimase ancora pochi giorni a Castiglione e partì immediatamente per Firenze con il carico di oggetti e mobilia dei della Corgna. 
Il 5 luglio 1648 diede alla luce un figlio postumo, Fulvio Lodovico Melchiorre, che morì a soli cinque mesi il 14 dicembre successivo; il ducato di Castiglione del Lago venne subito annesso allo Stato della Chiesa.
Teresa si trasferì poi a Scavolino, come consorte del conte Mario di Carpegna.

## Galleria d'immagini

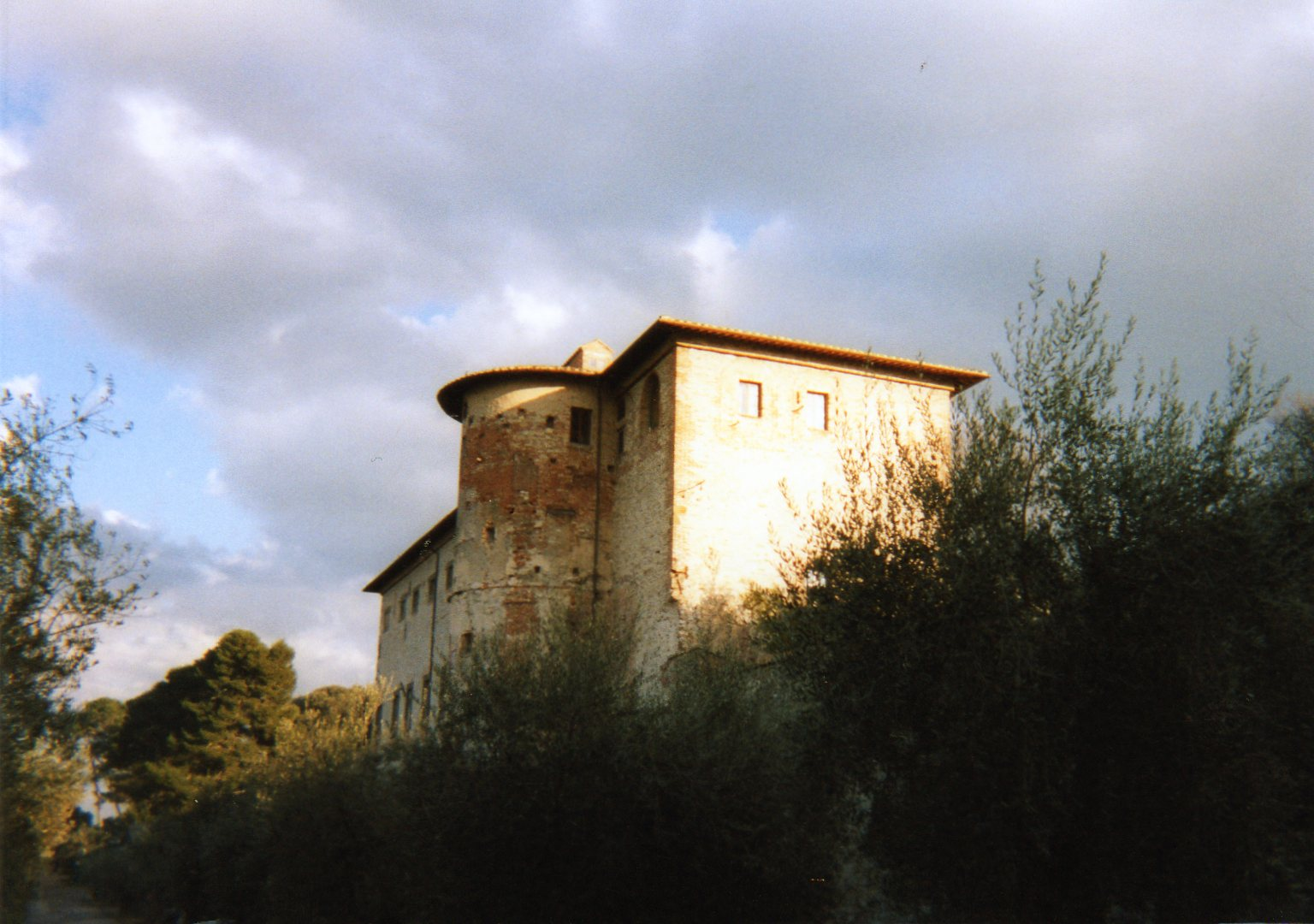
Il retro del palazzo della Corgna
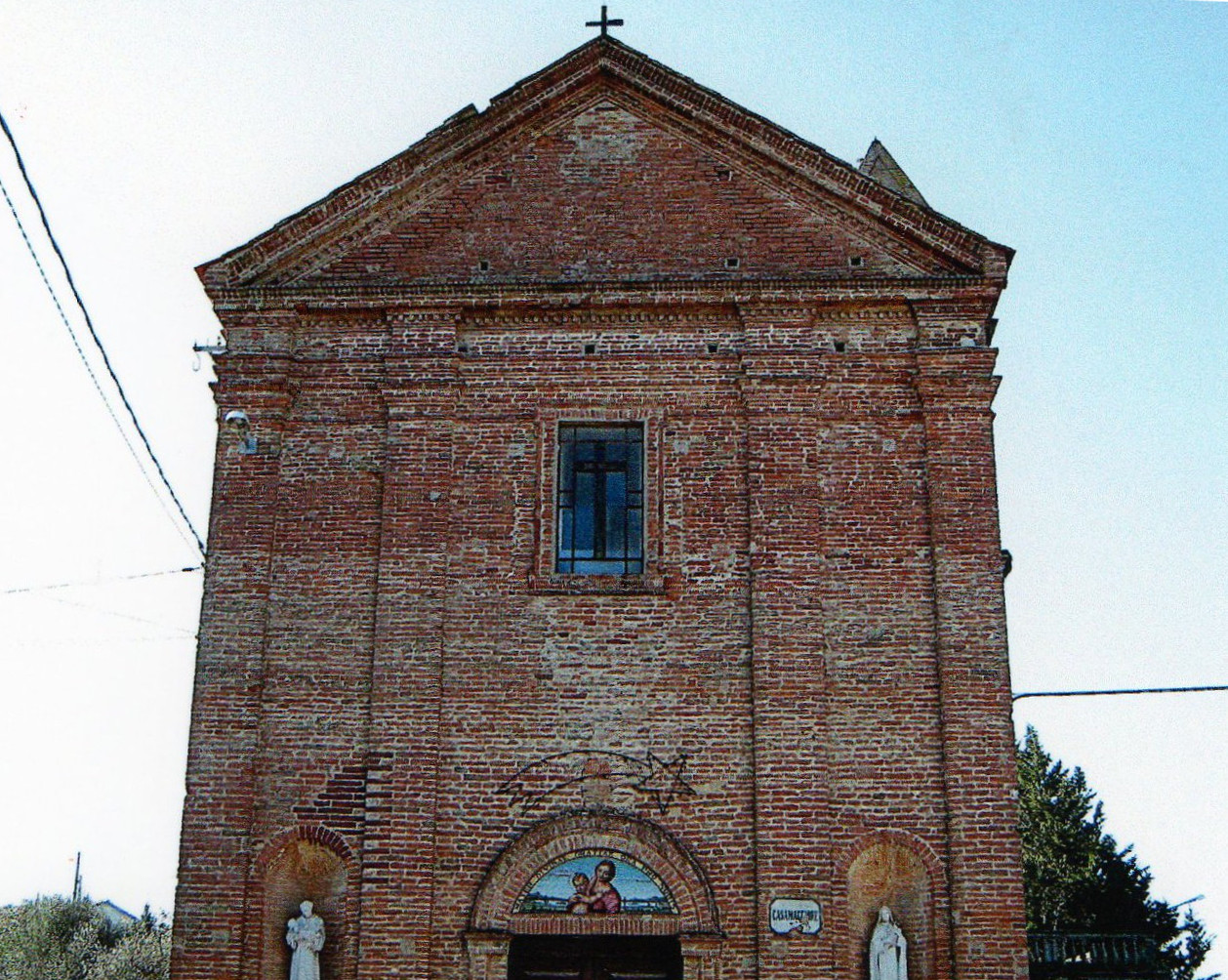
Chiesa della Madonna delle Grazie (Casamaggiore)